# Alexis Bachelay
Alexis Bachelay (Saint-Maur-des-Fossés, 19 de agosto de 1973) é um político francês.
Bachelay nasceu em Saint-Maur-des-Fossés em 19 de agosto de 1973.  Ele foi eleito para a Assembleia Nacional em 2012 e representou o primeiro círculo eleitoral de Hauts-de-Seine pelo Partido Socialista. Em 3 de julho de 2020, quando Patrick Chaimovitch assumiu o cargo de prefeito de Colombes, Bachelay foi eleito vice-prefeito ao lado de Fatoumata Sow, por voto do conselho municipal.